# Noviglio
Noviglio é uma comuna italiana da região da Lombardia, província de Milão, com cerca de 2.791 habitantes. Estende-se por uma área de 15 km², tendo uma densidade populacional de 186 hab/km². Faz fronteira com Gaggiano, Zibido San Giacomo, Rosate, Rosate, Vernate, Vernate, Binasco.

## Demografia
| Variação demográfica do município entre 1861 e 2011                               |
|                                                                                   |
| Fonte: Istituto Nazionale di Statistica (ISTAT) - Elaboração gráfica da Wikipedia |